# Mars Express (pel·lícula)
Mars Express és una pel·lícula de thriller de ciència-ficció d'animació francesa del 2023 coescrita i dirigida per Jérémie Périn. S'ha doblat i subtitulat al català.

## Argument
L'any 2200, Aline Ruby, un detectiu privat, i Carlos Rivera, una rèplica d'androide de la seva parella que va morir cinc anys abans, són enviats a la Terra per capturar Roberta Williams, una criminal piratejadora de robots. El març, l'ordre de detenció de la Roberta ha desaparegut i és alliberada.
Una nova investigació és encarregada al duet: buscar a Jun Chow, una estudiant de cibernètica coneguda per jailbreaking androides que, com la seva companya d'habitació, ha desaparegut. Aline i Carlos s'aventuren a les profunditats de Noctis, el principal establiment terrestre de Mart creat gràcies al progrés de la robòtica, i on els humans i diverses formes d'androides semblen conviure en harmonia.
La ciutat resulta que amaga secrets com el tràfic de droga i els laboratoris d'informàtica clandestins. Mentrestant, els activistes intenten alliberar els robots de les limitacions de seguretat que els uneixen als humans.
En última instància, els robots s'emancipen i es revolten amb èxit, però pacíficament, carregant les seves consciències a ordinadors a bord de naus espacials i així escapar a l'espai. En Carlos, afligit per la pèrdua de la seva parella i adonant-se que és una consciència morta encarnada en una màquina que ha estat "intentant aguantar una vida que ha transcorregut sense ell", decideix anar amb els robots.

## Repartiment de veu
- Léa Drucker com a Aline Ruby[2]
- Mathieu Amalric com a Chris Royjacker[3]
- Daniel Njo Lobé com a Carlos Rivera[3]
- Marie Bouvet com a Roberta Williams[2]
- Sébastien Chassagne com a inspector Simon Gordaux[2]
- Marthe Keller com a Beryl[2]
- Geneviève Doang com a Jun Chow[2]
- Thomas Roditi com a LEM
- Usul (YouTuber) com a professor

## Director
Jérémie Périn és un animador francès conegut per la sèrie de televisió animada del 2016 Lastman, així com per diversos vídeos musicals per a artistes de ball electrònic com DyE i Lionel Flairs. "Mars Express" és el seu primer llargmetratge.

## Influències i inspiració
Périn va dir que es va inspirar en detectius durs del film noir a pel·lícules com ara Chinatown, El llarg adéu, Un petó mortal i A boca de canó. Com que els protagonistes eren tots homes, va voler veure les diferències quan es posava una dona al paper principal.
Périn va dir que també es va inspirar en pel·lícules en què el protagonista s'adona que estan en una conspiració massa gran per a ells, com ara Els tres dies del Còndor, Tots els homes del president, The Parallax View,  Impacte, i La conversa.
La inspiració per a les màquines i les armes orgàniques de la pel·lícula va venir quan Périn va saber que Google estava treballant en tecnologia per a les cèl·lules de la pell. Això va portar a la idea que, finalment, la tecnologia completaria un cercle complet de tornada als orgànics, una cosa "a prop nostre, però al mateix temps, són monstres". També va vincular la substitució dels robots per productes orgànics a l'obsolescència planificada, que volia que Lampoon.

## Producció
Mars Express és una producció d'Everybody on Deck. Va comptar amb un pressupost de 9 milions d'euros.

## Estrena
La pel·lícula es va estrenar a la secció Cinéma de la Plage del 76è Festival Internacional de Cinema de Canes el 23 de maig de 2023. També va arribar a la llista competitiva del Festival Internacional de Cinema d'Animació d'Annecy. Va ser llançat cinematogràficament a França el 22 de novembre de 2023 per Gebeka Films. GKIDS va adquirir els drets nord-americans de la pel·lícula i la va publicar el 3 de maig en francès i en anglès.
La pel·lícula va ser llançada per GKIDS a Amèrica del Nord tant en format digital com en Blu-ray el 18 de juny de 2024.

## Recepció

### Resposta crítica
Al lloc web de l'agregador de ressenyes Rotten Tomatoes, el 100% de les crítiques de 27 crítiques són positives, amb una valoració mitjana de 7,7/10.
Rafael Motamayor de /Film va puntuar la pel·lícula amb 8 punts sobre 10, escrivint que "funciona perquè fins i tot el seu concepte de ciència-ficció més estrany i complex es basa en el drama humà".
Wendy Ide de Screen Daily va considerar que la pel·lícula era una "animació sorprenent i oportuna".
Toussaint Egan de Polygon va anomenar la pel·lícula "la millor pel·lícula d'animació de l'any de la qual probablement encara no heu vist ni sentit parlar."

### Reconeixements
| Premi                                                | Data de cerimònia    | Categoria                    | Receptor(s)  | Resultat  | Ref.   |
| ---------------------------------------------------- | -------------------- | ---------------------------- | ------------ | --------- | ------ |
| Premis Lumières                                      | 22 de gener 2024     | Millor pel·lícula d'animació | Mars Express | Nominat   | [ 13 ] |
| Premis de l'Associació de Crítics de Cinema de París | 4 de febrer de 2024  | Millor pel·lícula d'animació | Mars Express | Guanyador | [ 14 ] |
| Societat Internacional de Cinèfils                   | 11 de febrer de 2024 | Millor pel·lícula d'animació | Mars Express | Nominat   | [ 15 ] |
| Premis César                                         | 23 de febrer de 2024 | Millor pel·lícula d'animació | Mars Express | Nominat   | [ 16 ] |